# Piotr Kochevoï
Piotr Kirillovitch Kochevoï (en russe : Пётр Кириллович Кошевой), né le 21 décembre 1904 à Oleksandriïa dans le Gouvernement de Kherson et mort le 30 août 1976 à Moscou en URSS, est un militaire soviétique.
Il combattit lors de la Seconde Guerre mondiale et reçut le grade de maréchal de l'Union soviétique et le titre de Héros de l'Union soviétique. Il reçut ensuite le commandement le district militaire sibérien entre 1957 et 1960, puis du district militaire de Kiev entre 1960 et 1965, et enfin du groupe des forces soviétiques en Allemagne entre 1965 et 1969.
Il reçut de multiples décorations, dont l'ordre de Lénine, l'ordre de la révolution d'Octobre et l'ordre de Souvorov. Il est également titulaire de la médaille pour la Défense de Stalingrad et de la médaille pour la Défense de Léningrad.
Il est inhumé au cimetière de Novodevitchi à Moscou.